# دانشگاه صلاح‌الدین-اربیل
دانشگاه صلاح‌الدین-اربیل (به کردی: Zankoy Selaheddîn-hewler, زانکۆی سه‌لاحه‌دین-هه‌ولێر) یک دانشگاه دولتی در کردستان عراق است. این نهاد آموزش عالی در شهر اربیل (به کردی: هه‌ولێر) پایتخت منطقۀ خودمختار اقلیم کردستان عراق قرار دارد. 
دانشگاه صلاح‌الدین به عنوان یک دانشگاه عراقی و با نام کردی خود یعنی زانکۆی سه‌لاحه‌دین-هه‌ولێر در انجمن جهانی دانشگاه‌ها عضویت دارد و مدارک و گواهینامه‌های دانشگاهی مختلف را شامل کارشناسی فنون (BA)، کارشناسی علوم (BSc)، کارشناسی ارشد فنون (MA)، کارشناسی ارشد علوم (MSc) و دکتری علوم (PhD) به افراد دانش‌آموخته اعطا می‌کند. مدرک دکترای پزشکی (MD) نیز توسط کالج پزشکی اعطا می‌گردد.
در این دانشگاه تدریس به زبان‌های کردی ، عربی و انگلیسی صورت می‌گیرد.

## تاریخچه
این دانشگاه در گذشته و در سال ۱۹۶۸ با نام دانشگاه سلیمانیه در شهر سلیمانیه تأسیس شد، اما در سال ۱۹۸۱ رژیم بعث این دانشگاه را به خاطر فعالیت‌های سیاسی علیه رژیم تعطیل کرد. به همین دلیل دانشگاه سلیمانیه به ناچار به شهر اربیل منتقل شد و نام آن نیز به دانشگاه صلاح‌الدین-اربیل تغییر یافت. دانشگاه صلاح‌الدین در ابتدا هفت دانشکدۀ علوم، کشاورزی، مهندسی، مدیریت، هنر، آموزش و پزشکی را شامل می‌شد که هریک از آن‌ها کالج دانشگاهی نامیده می‌شدند. در سال ۱۹۸۵ کالج حقوق علوم سیاسی و در سال ۱۹۹۵ کالج دندان‌پزشکی نیز اضافه شد. در سال‌های بعد نیز چندین کالج دیگر تأسیس شد. در سال ۲۰۰۴ با افزوده شدن دانشکدۀ تکنولوژی، دانشگاه صلاح‌الدین در ۲۲ گروه دوره‌های تحصیلی مختلفی ارائه می‌کرد. 
در سال ۲۰۰۵ این مجموع به ۱۸ عدد تقلیل یافت، چراکه دانشکده‌های پزشکی، دندانپزشکی، پرستاری و داروسازی از دانشگاه صلاح‌الدین جدا شده و در قالب دانشگاه پزشکی اربیل استقلال یافتند.
در سال ٢٠١٩ دانشگاه صلاح‌الدین اربیل به کوچر بیرکار ریاضی‌دان کرد و دارندۀ مدال فیلدز دکترای افتخاری اعطا کرد.

## دانشکده ها
- دانشکده علوم
- دانشکده کشاورزی
- دانشکده مهندسی عمران
- دانشکده اقتصاد
- دانشکده هنر
- دانشکده علوم اسلامی
- دانشکده حقوق
- دانشکده ادبیات
- دانشکده زبان
- دانشکده علوم سیاسی

## رؤسای دانشگاه
- احمد انور دزه‌ای
- جوهر فتاح سعید

## دانش‌آموختگان برجسته
دانشگاه صلاح‌الدین از زمان تأسیس خود تاکنون نزدیک به ۱۰۰ هزار نفر دانش‌آموخته داشته‌است. برخی از دانش‌آموختگان برجستۀ این دانشگاه عبارت‌اند از:
- نوزاد هادی،‌استاندار پیشین استان اربیل
- یوسف محمد، رئیس پارلمان کردستان عراق
- نوری مالکی، نخست‌وزیر سابق عراق
- کردستان مکریانی، زبان‌شناس، نویسنده، شاعر و فمینیست کرد
- فرهاد پیربال، شاعر، نویسنده، نمایشنامه‌نویس و نقاش کرد
- معروف خزنه‌دار، نویسندۀ کرد
- شمال صائب، خواننده و عودنواز کرد
- محمد عارف، نقاش، گرافیست و مترجم کرد